# 李法
李法（？年—？年），字伯度，漢中南鄭人，東漢李穆姜的弟弟，官至汝南太守、司隸校尉。

## 生平
李法博通群書，剛直有節。漢桓帝延熹九年(166年)，應察舉賢良方正對策，被授予博士，升遷為侍中、光祿大夫。一年多，上疏認為朝政苛碎，違背永平、建初年間舊例，宦官權重，寵幸后妃，譏笑史官記事不實，後世有識之士，尋功計德，肯定不明信。
後因犯失旨之罪，被免為庶人。回鄉後，閉門自守。時常有老友儒生前往問候，言談之餘，問他不合上意的緣由，李法不曾回答。友人堅決問他，李法回答：「可以和人格卑陋的人一起侍奉君主嗎？如果擔心失官的話，那他什麼事都做得出來。孟子說過：『夫仁者如射，正己而後發。發而不中，不怨勝己者，反諸身而已矣。』」在家八年，徵拜為議郎、諫議大夫，李法依然正言極辭。後來被任命為汝南太守、遷為司隸校尉，政有聲跡。回鄉後，死於家中。

## 評價
- 李穆姜：「吾弟伯度，智達士也。所論薄葬，其義至矣。又臨亡遺令，賢聖法也。」[6]
- 范曄：「楊終、李法，華陽有聞。」

## 延伸阅读
[在维基数据编辑]
 《後漢書/卷48》，出自范晔《後漢書》